# Редінг (Канзас)
Редінг (англ. Reading) — місто (англ. city) в США, в окрузі Лайон штату Канзас. Населення — 181 особа (2020).

## Географія
Редінг розташований за координатами 38°31′9″ пн. ш. 95°57′27″ зх. д. / 38.51917° пн. ш. 95.95750° зх. д. (38.519155, -95.957529).  За даними Бюро перепису населення США в 2010 році місто мало площу 0,53 км², уся площа — суходіл. В 2017 році площа становила 0,55 км², уся площа — суходіл.

## Демографія
Згідно з переписом 2010 року, у місті мешкала 231 особа в 86 домогосподарствах у складі 62 родин. Густота населення становила 439 осіб/км².  Було 103 помешкання (196/км²).
Расовий склад населення:
| - 100,0 % — білих |

До двох чи більше рас належало 0,0 %. Частка іспаномовних становила 3,9 % від усіх жителів.
За віковим діапазоном населення розподілялося таким чином: 33,8 % — особи молодші 18 років, 58,8 % — особи у віці 18—64 років, 7,4 % — особи у віці 65 років та старші. Медіана віку мешканця становила 32,9 року. На 100 осіб жіночої статі у місті припадало 115,9 чоловіків;  на 100 жінок у віці від 18 років та старших — 104,0 чоловіків також старших 18 років.
Середній дохід на одне домашнє господарство  становив 50 342 долари США (медіана — 38 393), а середній дохід на одну сім'ю — 50 529 доларів (медіана — 39 375). За межею бідності перебувало 23,5 % осіб, у тому числі 39,7 % дітей у віці до 18 років та 0,0 % осіб у віці 65 років та старших.
Цивільне працевлаштоване населення становило 108 осіб. Основні галузі зайнятості: освіта, охорона здоров'я та соціальна допомога — 22,2 %, виробництво — 20,4 %, роздрібна торгівля — 18,5 %.